# Semenchkare
Semenchkare war ein altägyptischer König (Pharao) der 18. Dynastie (Neues Reich), welcher etwa von 1336–1333 v. Chr. (Helck: 1324–1319, Rolf Krauss: 1335–1332 v. Chr.) regierte.

## Echnatons mögliche Nachfolger
Nach Ansicht einiger Forscher war Semenchkare der Nachfolger Echnatons. Kein König der 18. Dynastie ist jedoch archäologisch so wenig belegt und so schwer einzuordnen wie Semenchkare.
In der 19. Dynastie haben vor allem Sethos I. und Ramses II. versucht, die Epoche seit Echnatons Regierungsbeginn und seiner direkten Nachfolger aus der Geschichte zu tilgen (Damnatio memoriae). So erscheint in der Königsliste von Abydos im dortigen Tempel von Sethos I. Haremhab als direkter Nachfolger von Amenophis III. Die fehlenden Jahre der Regentschaft der aus der Liste gestrichenen Pharaonen Echnaton, Semenchkare, Tutanchamun und Eje wurden einfach der Regierungszeit Haremhabs zugerechnet, der somit eine Regentschaft von 59 Jahren hätte. Doch Haremhab ist durch Inschriften nur bis zu seinem 27. Regierungsjahr belegt, deshalb sind also bis zu 32 Jahre für eventuell fehlende Könige anzusetzen. Der später verfemte Echnaton starb vermutlich im 17. Jahr seiner Regierung, Tutanchamun wiederum in seinem 10. Regierungsjahr und dessen Nachfolger Eje in seinem 4. Regierungsjahr. Dadurch ergibt sich letztlich eine Lücke von bis zu dreieinhalb Jahren für weitere mögliche Könige, die in der ägyptologischen Forschung unterschiedlich besetzt werden.

## Theorien
Über den Ablauf der Zeit nach Echnaton werden folgende Theorien von Ägyptologen diskutiert:
1. Semenchkare war ca. drei Jahre Mitregent von Echnaton und starb kurz vor oder nach Echnaton. Diese Theorie wird heute unter anderem von den Ägyptologen Nicolas Grimal und Aidan Dodson vertreten und stützt sich hauptsächlich auf:
  1. Ein Relief eines Königs namens „Semenchkare“ mit seiner Großen königlichen Gemahlin Meritaton im Grab des Merire II. in Amarna,
  2. Ein Graffito aus dem 3. Jahr eines Königs Anch-Chepru-Re im Grab des Pairi/Pawah (TT139) in Theben-West.
2. Semenchkare heiratete als jüngerer Bruder des Pharaos Echnaton dessen älteste Tochter Meritaton und wurde zum Mitregenten bestimmt. Er kam aber vor Echnaton zu Tode und wurde deshalb in dessen umgearbeitetem Sarg beigesetzt. Meritaton kümmerte sich als Amme bzw. Stiefmutter um Semenchkares Sohn Tutanchaton/Tutanchamun, wofür ihr später ein eigenes Grab errichtet wurde.[2] Die leibliche Mutter war laut DNA-Untersuchungen eine Schwester Echnatons und Semenchkares gewesen, die wohl kurz nach Tutanchamuns Geburt einem Gewaltverbrechen zum Opfer fiel. Weil bald nach Semenchkares Begräbnis der Pharao Echnaton verstarb, ohne einen Sohn zu hinterlassen, wurde Semenchkares Sohn = Meritatons Ziehsohn zum Erstanwärter auf den Thron, den er wenige Jahre später noch als Kind bestieg.[3] Semenchkare wäre demnach mit der Mumie aus KV 55 gleichzusetzen.[4]
3. Semenchkare wurde durch seine Heirat mit Meritaton, der ältesten Tochter Echnatons, legitimer Nachfolger Echnatons und überlebte seinen Vorgänger um 1–5 Jahre (James H. Breasted, Wolfgang Helck, Jürgen von Beckerath).
4. Meritaton wird Echnatons Nachfolgerin, heiratet Semenchkare, der durch diese Heirat den Thron erbt (Rolf Krauss[5]). Diese Theorie wird heute mehrheitlich abgelehnt, da es nicht denkbar ist, dass eine gottgleiche Regentin nach ihrer Heirat nur mit dem Titel „Große königliche Gemahlin“ zufrieden ist und sich ins zweite Glied zurückversetzen lässt.
5. Semenchkare ist mit Nofretete identisch (James R. Harris[6], Richard H. Wilkinson, Nicholas Reeves). Nach dieser Theorie wurde Nofretete im 14. Regierungsjahr Echnatons zur Mitregentin erhoben, bekam den Thronnamen Semenchkare und regierte nach dem Tod Echnatons einige Jahre als Pharao alleine weiter. Ihr Name wurde später aus der Königsliste entfernt, da das Königtum nur in der Manneslinie vererbt wurde und der Pharao die Rolle Osiris auf Erden übernahm. Daher wurden weibliche Pharaonen als Sakrileg betrachtet, was eine Verdammung des Andenkens erklären würde.
6. Semenchkare war ein Bruder des Echnaton und Sohn von Amenophis III. Diese These wurde vor allem von Cyril Aldred vertreten, der von einer gut 12-jährigen Koregentschaft zwischen Amenophis III. und Echnaton ausging. Semenchkare wäre demnach ganz am Ende der Regierungszeit von Amenophis III. geboren und ein jüngerer Bruder von Echnaton.[7] Die Koregentschaftsthese zwischen Amenophis III. und Echnaton wird in der heutigen Forschung zwar meist abgelehnt, jedoch fand sich vor kurzem im Staatlichen Museum Ägyptischer Kunst in München auf einem Elfenbeinfragment ein neuer Hinweis auf diese Theorie, da auf diesem die Pharaokartuschen von Echnaton und Semenchkare gleichrangig nebeneinanderstehen.[8]

## Belege

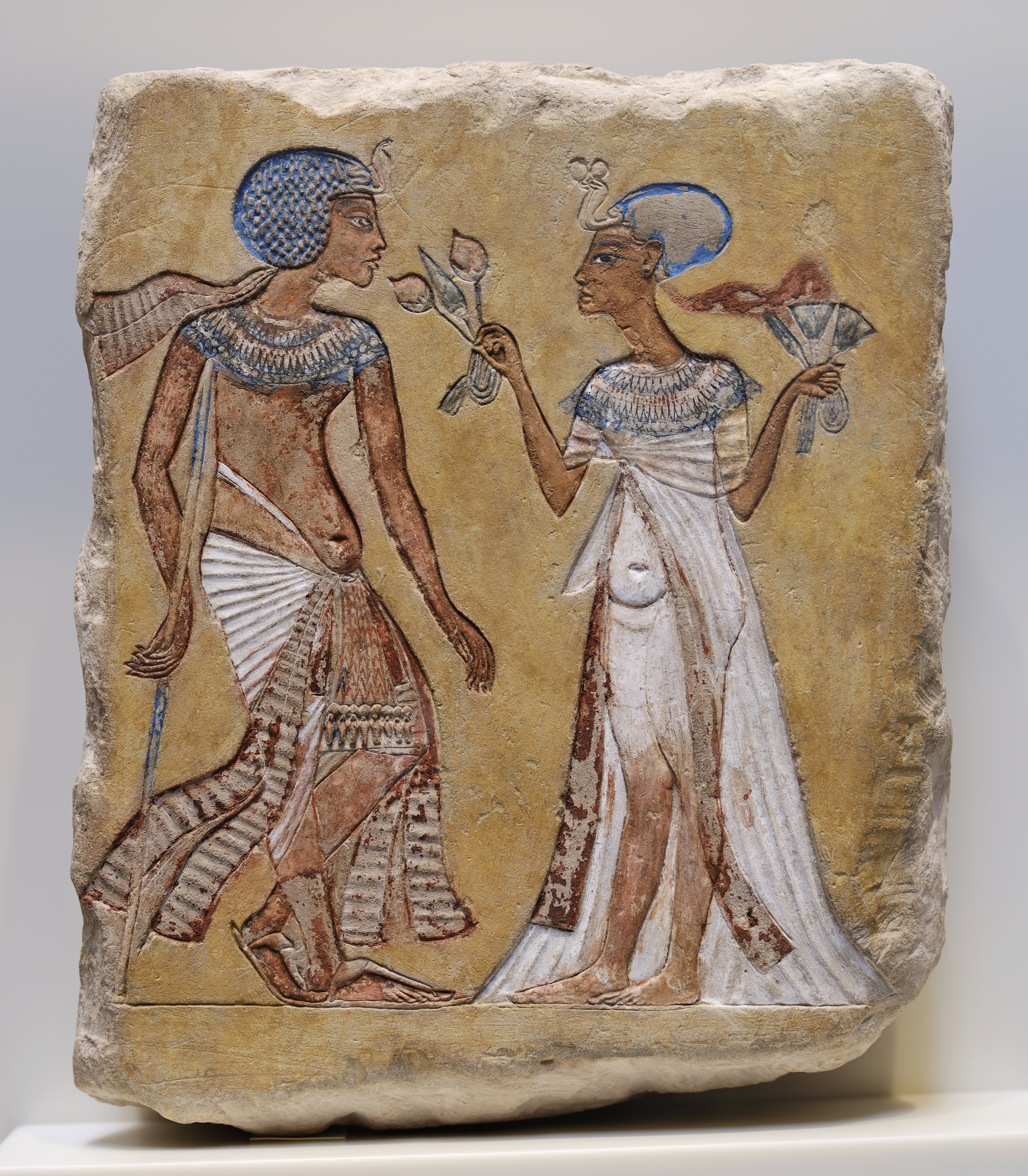
Kalksteinrelief „Spaziergang im Garten“ im Ägyptischen Museum Berlin (Nr. 15000)

Fraglich ist, welche Funde Semenchkare zugeordnet werden können und seine Stellung als tatsächlichen König belegen. Man kennt bis heute kein Grab, keine eindeutig identifizierte Mumie, keine Statue, keine Stele mit dem Namen dieses Königs. Seine Herkunft liegt noch immer im Dunkeln, sein Ende ebenso.
Einzig im Grab von Merire II. in Amarna (Amarna Grab 2) findet sich ein Relief mit dem Eigennamen Semenchkare sowie ein Graffito im thebanischen Grab des Pairi und wenige Siegelabrollungen mit dem Thronnamen, sowie zwei Truhen aus dem Grab des Tutanchamun. Diese Funde werden häufig als Belege für diesen König angeführt, jedoch nennen sie alle nicht zusammenhängend explizit den Namen Semenchkare mit seinem Thronnamen, sondern vorwiegend allein den Thronnamen eines Herrschers namens Anch-cheperu-Re. Allerdings hat die dünne Beweislage dazu geführt, alle wegen vollständig fehlender Inschriften nicht identifizierbaren königlichen Objekte aus der Amarnazeit Semenchkare zuzuschreiben. Beispiele sind „Spaziergang im Garten“ und „Statuenkopf eines Königs“ im Museum Berlin.

## Grab KV55
Im Januar 1907 entdeckte Edward R. Ayrton im Tal der Könige ein bisher unbekanntes Grab, Grab KV55. Es wurde aufgrund von Teilen eines Grabschreines mit dem Namen von Teje und der als weiblich erscheinenden Mumie fälschlicherweise zunächst dieser Königin zugeordnet.
Unstrittig ist, dass es sich hier um ein Grab aus der Amarnazeit handelt, das im Tal der Könige angesiedelt ist. Die aufgefundenen Grabbeigaben stammen ausschließlich aus der Periode Amenophis III. bis Echnaton: von diesen beiden Königen selbst sowie von Teje, Kija, Sitamun und Tutanchamun. Die unbeschrifteten Kanopenkrüge waren ursprünglich für eine Frau gefertigt (vermutlich Kija), sind jedoch für einen König umgearbeitet worden. Gleiches scheint für den Sarg zu gelten, der heute nach Restaurierung des Sargdeckels für Echnatons Sarg gehalten wird.
Bei der Mumie aus KV55 handelt es sich um ein männliches Skelett. Die Mumienbänder, mit denen sie umwickelt war, trugen den Namen Echnatons (Arthur Weigall). Das Gesicht der Mumienmaske war stark zerstört, und die Kartusche auf dem Brustschmuck war leider herausgeschnitten.
Die physische Ähnlichkeit von Körper und Schädel mit Tutanchamun und die identische Blutgruppe ließen vermuten, dass es sich hier um die sterblichen Überreste des Echnaton handelt.
Eine Tatsache spricht jedoch dagegen: Untersuchungen von Pathologen haben ergeben, dass hier das Skelett eines 20- bis 25-jährigen Mannes gefunden wurde. Da Echnaton bei seinem Tode sicherlich älter war, bliebe nur einer übrig: Semenchkare. Aber auch diese Aussage ist wieder umstritten, denn nach den jüngsten Meldungen des ägyptischen Antikendienstes soll es sich jetzt um einen etwa 45–60-jährigen Mann handeln, wie jüngste CT-Untersuchungen ergeben hätten. Danach waren für das Jahr 2009 DNS-Untersuchungen geplant, um weitere Daten zu gewinnen. Die Resultate sind 2010 publiziert worden und deuten sehr stark darauf, dass die Mumie in KV55 Echnaton und nicht Semenchkare ist, da er als Sohn von Teje und Amenophis III. identifiziert wurde. Dennoch ist die Identität des Mannes weiterhin stark umstritten. Es wird darauf hingewiesen, dass die CT-Untersuchung nur einen einzigen Hinweis (eine degenerative Veränderung der Wirbelsäule) nennt, der ein höheres Sterbealter wahrscheinlich macht. Eugen Strouhal streitet sogar ab, dass diese Wirbelsäulenveränderung überhaupt feststellbar sei. Viele gehen daher weiterhin davon aus, dass die Mumie aus KV55 Semenchkare sei, der dann ein nicht belegter Bruder Echnatons oder Tutanchamuns wäre.
Bei nicht wissenschaftlich belegten Epochen der ägyptischen Chronologie wird immer wieder auf Manetho verwiesen. Hier hat man das jedoch nicht getan. Für die Vor-Amarnazeit schreibt Jürgen von Beckerath (Lit.: MÄS 46, S. 125):
„Manethos Zeitangaben weichen also durchaus nicht von der chronologischen Wirklichkeit ab, sie verdienen Vertrauen, … die aus Manetho gewonnenen Zahlen würden die angegebene Chronologie noch verbessern.“
Die Amarnazeit sieht dieser Autor „verfälscht, weitgehend durch das Eindringen volkstümlicher Erzählungen, … die Herrschaft von Ausländern und Gottesfeinden sowie die Errettung durch einen jungen Pharao“ und „dass der Übergang zwischen den beiden Dynastien (18./19.) kaum mehr feststellbar ist“. Die sonst obligatorische Gegenüberstellung der historischen Namen mit denen des Manetho entfällt jedoch.

## Namenserwägungen
Folgende Namen werden nach von Beckerath (Lit.: MÄS 46) Semenchkare zugeordnet:

### Thronnamen
1. Anch-cheperu-Re meri wa-en-Re[20]
2. Anch-cheperu-Re meri nefer-cheperu-Re[21]
3. Anch-cheperu-Re[22]

Den Thronnamen des Königs trägt bereits eine Königin: „Anchet-cheperu-Re merit wa-en-Re“ (ˁnḫ.t-ḫpr.w-Rˁ mrj.t wˁ n Rˁ), wobei die T-Endungen von „anchet“ und „merit“ jeweils die feminine Form sind.

### Eigennamen
1. Nefer-neferu-Aton meri wa-en-Re[23]
2. Nefer-neferu-Aton meri Ach-en-Aton[20]
3. Semench-ka-Re djeser-cheperu[22]
4. Semench-ka-Re djeser-cheperu, ohne Kartusche[21]

Auch einer dieser Eigennamen existiert bereits: Nofretete heißt in offiziellen Inschriften Neferet-iti nefer-neferu-Aton und wird in einer Kartusche geschrieben. In Beckerath (Lit.: Chronologie des pharaonischen Ägypten… MÄS 46, S. 113.) steht dazu folgendes: „Demnach kommt Anchet-chepru-Re nur noch als Thronname der Nofretete in Betracht; sie scheint von Ach-en-Aten (Echnaton) in den späteren Jahren seiner Regierung zur Mitregentin erhoben worden zu sein“.

## Namensübersetzungen
Die Beinamen (Epitheta) der oben angeführten Thron- und Eigennamen werden wie folgt übersetzt:
- T1: Anch-chepru-Re geliebt vom „Einzigen des Re“
- T2: Anch-chepru-Re geliebt von „schön (sind die) Gestalten des Re“
- E1: Nefer-neferu-Aton geliebt vom „Einzigen des Re“
- E2: Nefer-neferu-Aton geliebt von Echnaton

Anch-cheperu-Re, Nefer-neferu-Aton wird also geliebt von Echnaton, denn alle Beinamen gehören zum Titular des Echnaton.
Nach Peter Munro ist dieser Name der frühere Name des Semenchkare (frei übersetzt also „Semenchkare, geliebt von Echnaton“). Hauptbeleg für diese Theorie sind die oben erwähnten Truhen aus dem Grab des Tutanchamun mit den Aufschriften T1 bis E2 (als Semenchkare gedeutet), dem Titular Echnatons und einer Großen königlichen Gemahlin (GKG) Meritaton, die seine älteste Tochter ist. Ferner deutet das fehlende feminin-T im Namen auf einen Mann. Für sich betrachtet erscheint diese Theorie schlüssig zu sein, woraus schnell eine homosexuelle Verbindung von Echnaton und Semenchkare konstruiert wurde. Sie widerspricht allerdings anderen Fakten. So ist Merit-Aton bereits unter Echnaton als GKG benannt. Auch das feminin-T entfällt oft, so bei Hatschepsut Maat-ka-Re und auch an anderer Stelle bei der Schreibung des Njsw.t-Bj.t-Namens zu Njsw-Bj und ist somit bei Titeln nicht eindeutig als männlich einzuordnen. Letztendlich: der Name „Semenchkare“ erscheint auf den Truhen nicht.
Das Graffito im Grab des Pa-iri/Pa-wah stammt vom 10. Tag des III. Monats des 3. Jahres des Anch-chepru-Re und zeigt den König bei der Anbetung von Amun, also bereits die Abkehr von Aton. Die Inschrift verweist auf einen bisher nicht lokalisierten Totentempel des Königs und enthält das teilweise zerstörte Titular T1-E2, aber nicht den Namen Semenchkare (auch wenn in der Literatur das Titular oft als „Semenchkare“ übertragen wird – hier kam es möglicherweise zur ungeprüften Übernahme). „Semenchkare“ müsste er aber hier geschrieben sein, denn nach gängiger Meinung hat er sich zu diesem Zeitpunkt schon lange umbenannt.
Semenchkare heißt er schon im letzten Relief im Grab des Merire II. in Amarna, wo er mit der Großen königlichen Gemahlin Meritaton dargestellt sein soll, allerdings sind die Kartuschen völlig zerstört. So schreibt dazu Christine el Mahdy:
„Im Grab des Merire II. kopierten beispielsweise sowohl Nestor L’Hote als auch Achille Prisse-d’Avennes dasselbe Relief in der Hauptkammer. Es ist zwar stark beschädigt, zeigt aber einen König und eine Königin, deren Kartuschen allerdings zerstört wurden. Untersuchungen von Wissenschaftlern in jüngerer Zeit haben ergeben, dass sie ursprünglich lauteten „Semench-ka-Re Djeser-chepru-re“ und „die Große Königsgemahlin Meritaton“. Als später die britischen Inschriftenkundler Nina und Norman de Garis Davies die Darstellungen getreulich von den Grabwänden kopierten, setzten sie diese Kartuschen in einer Ecke der Abbildung wieder ein.“ (Lit.: El-Mahdy, S. 346)

## Nachfolge
Als Nachfolger dieses Pharaos Semenchkare wird der seinerzeit acht- bis neunjährige Tutanchamun, mit Geburtsnamen Tutanchaton, angenommen. Jedoch gibt es für diese direkte Nachfolgerschaft, ebenso ob Semenchkare überhaupt allein regiert hat, keinen Beleg.

## Dokumentationen
- Terra X: War Semenchkare Tutanchamuns Vater? TV-Dokumentation, ZDF 2022.